# Universidade Åbo Akademi
A Universidade Åbo Akademi - conhecida como Åbo Akademi - é uma universidade de língua sueca em Turku, na Finlândia (Åbo é o nome sueco para Turku). A universidade foi fundada em 1918, embora com raízes em 1640, e é a mais antiga das duas  universidades da cidade. 

Em 2004, ela contava com 7941 alunos e uma equipe composta de 1125 pessoas. A universidade tem atividades, não só em Turku, mas também em Vaasa, Jakobstad, Helsinque e em Åland. 

Åbo Akademi era uma instituição privada até 1981, ano em que foi transformada em uma instituição pública.
Na mesma cidade existe igualmente uma universidade de língua finlandesa - a Universidade de Turku (finlandês Turun yliopisto).